# بریتنی: برای ضبط
بریتنی: برای ضبط (به انگلیسی: Britney: For the Record) یک مستند از خواننده پاپ آمریکایی بریتنی اسپیرز است که در آن حدود یک ساعت از دعواها و جنجال‌های زندگی حرفه‌ای اش توضیح می‌دهد. کارگردانی این کار بر عهدهٔ فیل گریفین و تهیه‌کنندگی اندرو فرد است که در شهرهای بورلی هیلز، نیویورک و هالیوود ضبط شده‌است. در این مستند تاریخ روزهای ضبط زده شده‌است و نهم اکتبر ۲۰۰۸ تا سی ام نوامبر ۲۰۰۸ هر روز به حالت تاریخ ثبت شده‌است. این آلبوم دو روز قبل از انتشار ششمین آلبوم استدیویی بریتنی با نام سیرک وارد بازار شد. این آلبوم نظر مثبت کارشناسان را به‌دست آورد.